# Соті
Соті́ (фр. — sot — дурний, sottie — дурощі) — різновид французького середньовічного віршованого фарсу ХІV—XV ст., написаний грубуватою мовою, що розігрували професійні блазні. Близький до німецького фастнахтшпіля.

## Історія
Спочатку соті використовували як вступний твір до містичних і моральних п'єс. Виконували їх професійні трупи, артисти яких одягалися в жовто-зелені костюми та ковпаки з вухами віслюків та дзвіночками. Тих, хто очолювали такі братства, називали «prince des sots» (принц дурнів) або «mère sotte» (мати-дура).
Із XV ст. цей жанр набув форми актуальної політичної сатири. У XVI ст. соті стали забороненими, оскільки пропагували відкриту сатиру й використовувалися як зброя в політичних баталіях.

## Зміст
Соті — це найчастіше невеликі імпровізовані комічні п'єси, у яких висміювали представників вищого духівництва й аристократії.

## Представники жанру
Соті з виразною політичною сатирою писав П'єр Гренгуар (1475—1539) (напр., «Гра про князя дурнів та дурепу-матусю»). Автор створив низку творів, направлених проти папи Юлія ІІ. Проти папства також був Жан Буше, який написав відомі соті «Le vieux monde» і «Le nouveau monde». Також у відповідному жанрі творив Андре де ла Вінь.